# PICARD
PICARD um satélite artificial dedicado à medição simultânea da irradiância solar total e espectral absoluta, do diâmetro e da forma solar, e à sondagem do interior do Sol pelo método da heliosismologia. Essas medidas obtidas ao longo da missão permitem estudar suas variações em função da atividade solar. Ele foi lançado, junto com a espaçonave Prisma, em 15 de junho de 2010 em um lançador Dnepr do cosmódromo Dombarovskiy, perto de Yasny, na Rússia. A missão, originalmente planejada para dois anos, terminou em 4 de abril de 2014. Foi nomeado em homenagem ao astrônomo francês Jean Picard.

## Objetivos
Os objetivos da missão PICARD são melhorar nosso conhecimento de:
- o funcionamento de nossa estrela por meio de novas observações,
- a influência da atividade solar no clima da Terra.

## História
A missão PICARD foi nomeada em homenagem ao astrônomo francês do século XVII, Jean Picard (1620-1682), que realizou as primeiras medições precisas do diâmetro solar. Essas medições são especialmente importantes porque foram feitas durante um período em que a atividade solar era mínima caracterizada por um sol quase sem manchas solares entre 1645 e 1710. Este período foi encontrado por Gustav Spörer usando observações de manchas solares coletadas na Europa e este período agora é denominado Maunder mínimo. Ao comparar o diâmetro durante o mínimo de Maunder e o diâmetro quando o sol estava ativo, uma variação foi encontrada, levando à pergunta ainda sem resposta: "O diâmetro e a atividade estão ligados?" Durante este período na Europa, houve um clima excepcionalmente frio.

## Plataforma
O PICARD utilizou a plataforma de microssatélites Myriade, desenvolvida pelo CNES para utilizar o máximo possível de equipamentos comuns. Esta plataforma foi projetada para uma massa total de cerca de 120 kg de massa no lançamento. Sua atitude no espaço é mantida usando um sensor de estrela, sensores solares, um magnetômetro, girômetros, várias barras magnéticas e rodas de reação. Se um controle de órbita e manobras orbitais forem necessárias, um sistema de hidrazina pode ser usado. O gerenciamento integrado é centralizado e usa um microprocessador T805 de 10 MIPS. Uma memória de massa está disponível para o armazenamento de dados. A telemetria e o telecomando utilizaram o padrão CCSDS.

## Carga útil
A carga útil PICARD é composta pelos seguintes instrumentos:
- SOVAP (SOlar VAriability PICARD): composto por um radiômetro diferencial e um sensor bolométrico para medir a irradiância solar total (anteriormente chamada de constante solar);
- PREMOS (PREcision MOnitor Sensor): um conjunto de 3 fotômetros para estudar a formação e destruição do ozônio, e para realizar observações heliossismológicas, e um radiômetro diferencial para medir a irradiância solar total;
- SODISM (SOlar Diameter Imager and Surface Mapper): um telescópio de imagem apontado com precisão e um CCD que permite medir o diâmetro e a forma solar com uma precisão de alguns miliarc segundo, e realizar observações heliossismológicas para sondar o interior solar.